# Kostel Nejsvětější Trojice (Český Dub)
Kostel Nejsvětější Trojice v Českém Dubu je raně barokní sakrální stavbou uvnitř hřbitovního areálu na vyvýšenině severně od náměstí Bedřicha Smetany, za bývalými hradbami. V architektonicky podobném stylu jsou i kaple Nejsvětější Trojice, márnice a hrobka českodubské průmyslnické rodiny Schmittů, které se v hřbitovním areálu také nalézají. Tyto stavby obklopuje hřbitov a celý areál, který patří do městské památkové zóny, je obklopen ohradní zdí. Je chráněn jako kulturní památka České republiky.

## Historie
Poprvé je hřbitovní kostel zmiňován v urbáři dubského panství z roku 1590 z něhož plyne, že původní kostel byl vystavěn po roce 1570. Nevelký kostel bez věže využívali luteráni, kteří přišli do Českého Dubu ve velkém počtu. Od začátku rekatolizace jej užívali katolíci. Už za třicetileté války byl však téměř celý zničen a zachovalo se z něj snad jen západní vstupní průčelí. Současnou raně barokní podobu získal kostel nejpozději v roce 1681. Nechali jej postavit Norbert Knauth z Fahnenschwungu, který byl majitelem dvora v Hořením předměstí Dubu, a Cyril Agricola z Limburku, který byl pánem na Rovni, jako poděkování za to, že za velké morové epidemie v 70. a 80. letech 17. století nebyly postiženy jejich rodiny. Po roce 1945 kostel značně zchátral. Dnes se využívá jen výjimečně, a to převážně pro pohřební obřady.

## Architektura

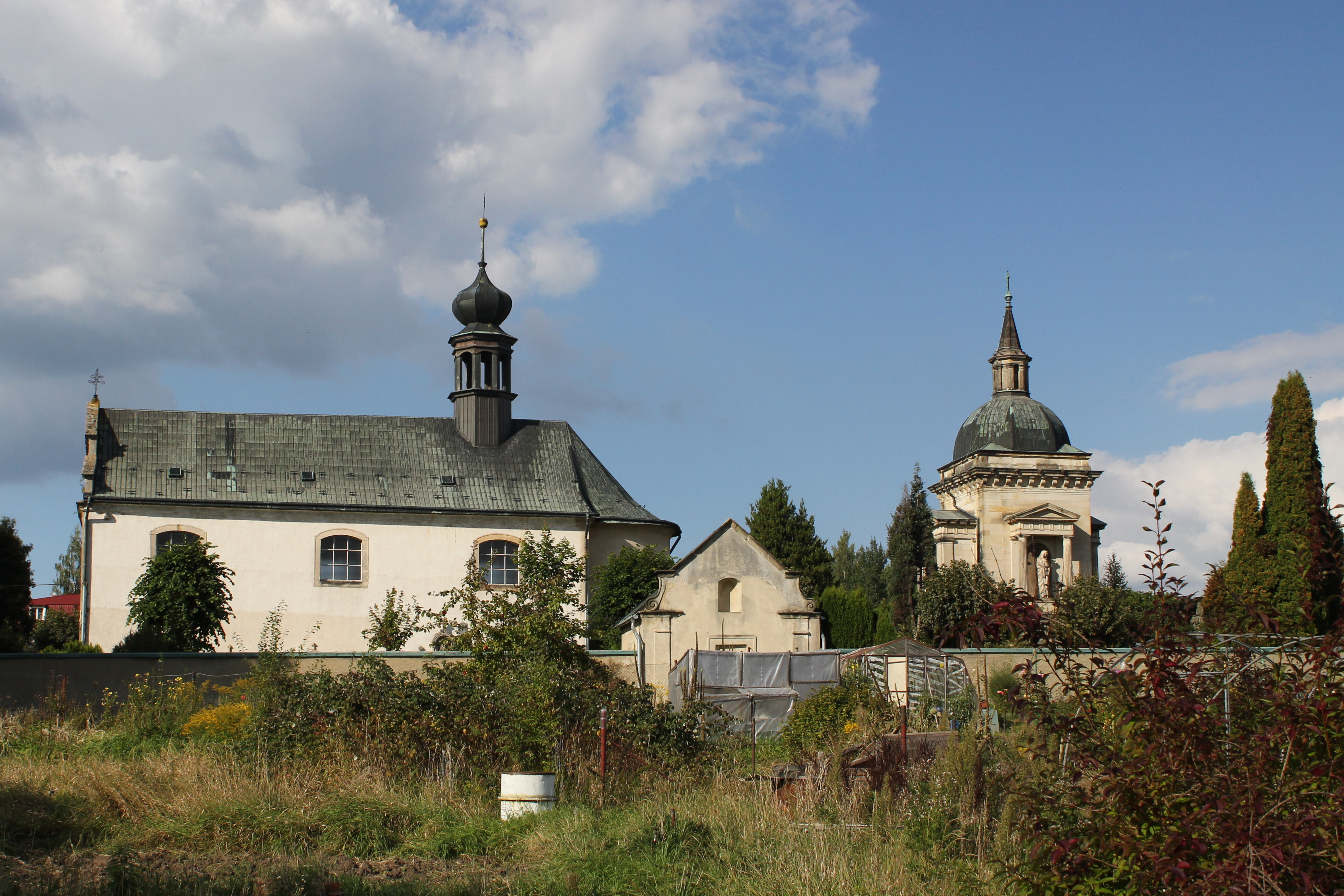
Českodubský kostel Nejsvětější Trojice z boku s hrobkou Schmittů (vpravo)

Zděná jednolodní orientovaná stavba obdélného půdorysu. Kostel má odsazenou apsidu polokruhově uzavřenou, která je částečně zapuštěna do hmoty lodi. Vnějšek kostela je členěn lizénami a segmentovými okny. Sedlovou střechu se zvalbením nad presbytářem kryje plech, který v 60. letech 20. století nahradil původní šindelovou krytinu. Ve východní části lodi na střechu nasedá oktogonální lucerna s cibulovou bání, makovicí a vrcholovým křížem. K severnímu průčelí je přistavěna přízemní sakristie s valbovou střechou rovněž krytou plechem. Kostelní loď prosvětlují segmentově zakončená okna zasazená v kamenných ostěních. Hlavní vstupní průčelí vrcholí dvouetážovým po stranách probíraným štítem s trojúhelným zakončením. Štít je ve spodní část opatřený prázdnou nikou zasazenou do lizénového rámce. Nad vstupním portálem se pod zazděným oknem nachází kamenná deska s vytesaným nápisem: „ÆETERNO TOTIUVS VNIVERSITATUS / AVCTORI / TRINO ET VNI / IVSTITIÆ ET PROVIDENIÆ ABUSSO / MISERICORDIE PATRI PRINCIPIO ET / FINI EX QVO PER QVEM ET IN QVO SVNT / OMNIA / [ANNO 1681]“. Vnitřek kostela je hladký, v chrámové lodi je kazetovaný strop. V presbytáři je křížová klenba. Po obvodu kostela jsou osazeny kamenné náhrobky pocházející většinou z 19. století a na severním průčelí se nalézá pamětní deska připomínající smrti tří pruských vojáků roku 1866.

## Vybavení
Zařízení kostela je z větší části původní. Hlavní oltář je raně barokní pocházející z roku 1663. Je portálový, sloupový, s rokokovými portály na kterých se nacházejí sochy sv. Tomáše a sv. Dominika. Oltářní obraz je současný s obdobím výstavby kostela, avšak nepředstavuje umělecky významné dílo. Pravý boční oltář je raně barokní z roku 1680. Je portálový, sloupový s obrazem Morových patronů. Levý oltář je rokokový, panelový z 2. poloviny 18. století. V kostele se nacházejí obrazy sv. Františka z Pauly z období kolem roku 1720, který má původní řezaný rozvilinový rám, a obraz Kmen Jesse z období kolem roku 1700, který je v původním řezaném rámu. Oválný pohřební štít rodiny Knauthů z roku 1771 je malovaný.

## Okolí kostela

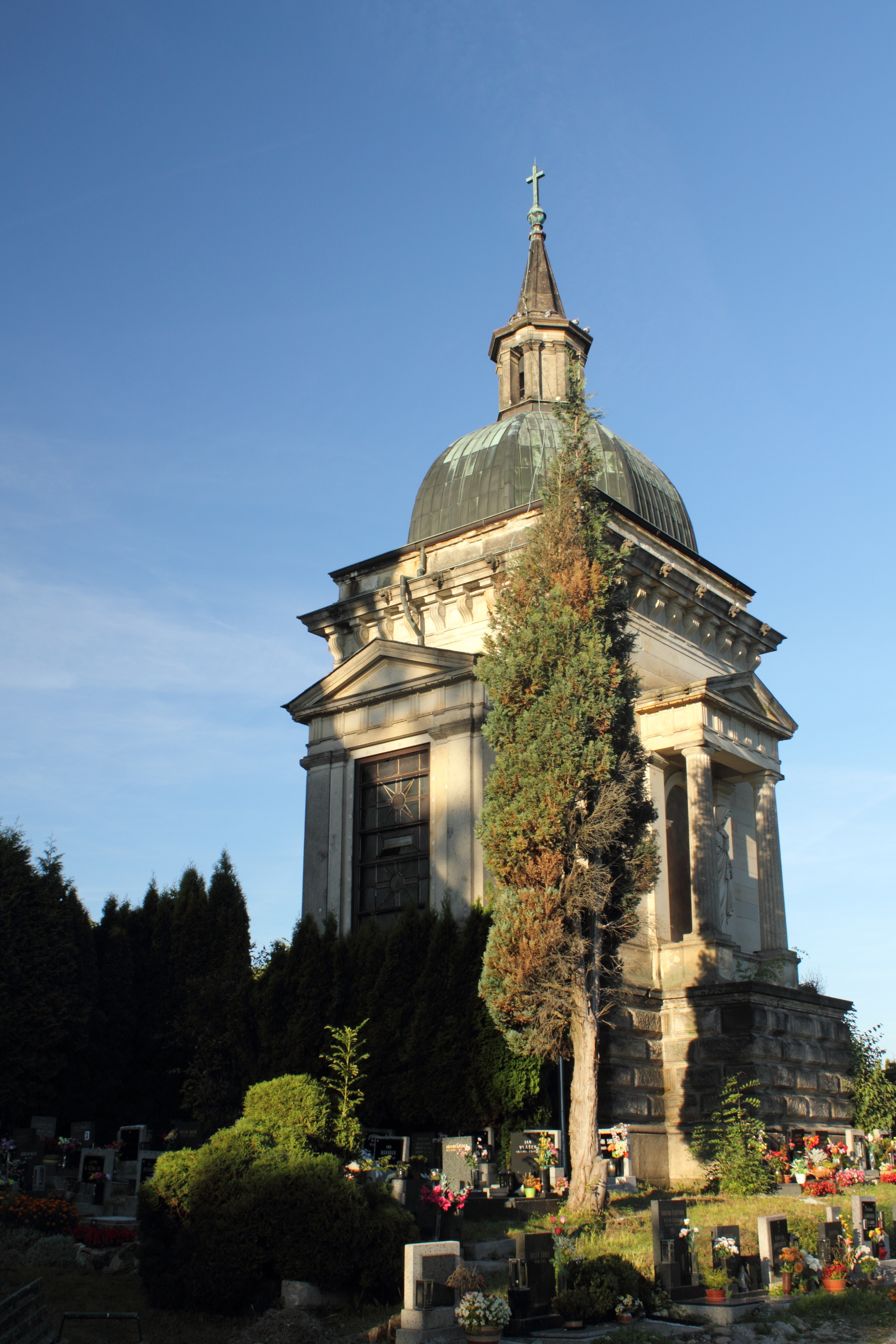
Hrobka rodiny Schmittů

Vedle kostela se nachází hrobka rodiny Schmittů v klasicistním stylu. Nad kryptou, která je obklopena volný schodištěm s balustrádou a sochou zpodobňující Lásku, je čtvercová kaple sklenutá kopulí s lucernou. Na jejích třech bocích je členěná edikulami s mramorovými alegorickými sochami od F. Schwarze z Drážďan. Vnitřek je prázdný.
V areálu hřbitova se nachází také hrobka rodiny Lehrerů. Jedná se o pseudorenesanční edikulu s mramorovou sochou Madony od bratří Schwarzů z Drážďan.